# 동작역
동작(현충원)역(Dongjak(Seoul National Cemetery)Station, 銅雀(顯忠院)驛)은 서울특별시 동작구 동작동과 서초구 반포본동의 경계에 위치한 수도권 전철 4호선과 서울 지하철 9호선의 환승역이다. 인근에 국립서울현충원이 있다. 수도권 전철 4호선은 이 역에만 지상 구간이다. 서울 지하철 9호선은 심야에 2편성이 주박한다. 서울 지하철 9호선은 반포천 하저터널로 구반포역과 연결된다.

## 역사
- 1983년 9월 13일 : 동작역으로 역명 결정[5]
- 1985년 10월 18일 : 서울 지하철 4호선 한성대입구 ~ 사당 구간 개통과 함께 영업 개시[6]
- 2008년 9월 18일 : 서울 지하철 9호선 역명을 동작역으로 결정[7]
- 2009년 5월 28일 : 동작(현충원)역으로 변경[8]
- 2009년 7월 24일 : 서울 지하철 9호선 개화 ~ 신논현 구간 개통과 함께 환승역이 됨

## 역 구조
수도권 전철 4호선은 2면 2선의 곡선 상대식 승강장, 서울 지하철 9호선은 2면 4선의 쌍섬식 승강장이며, 두 노선 모두 스크린도어가 설치되어 있다.
4호선의 경우 이촌역과 동작역 사이에 동작대교가 있으며 곡선승강장으로 인하여 승하차시 열차와 승강장 사이의 발빠짐 주의해야 한다.
9호선의 경우 NH시간대에 이 역에서 양방향 모두 일반열차의 대피가 이루어진다.

### 4호선 승강장
| 이촌 ↑             |
| \| 상              |
| ↓ 총신대입구(이수) |

| 상행 | ● 수도권 전철 4호선 | 한성대입구 · 불암산 · 진접 방면         |
| 하행 | ● 수도권 전철 4호선 | 사당 · 금정 · 산본 · 안산 · 오이도 방면 |

### 9호선 승강장
| 흑석 ↑      |
| 상 \| 하 \| |
| ↓ 구반포    |

| 하행 | ● 서울 지하철 9호선 | 일반 노량진 · 당산 · 염창 · 가양 · 마곡나루 · 김포공항 · 개화 방면 |
| 하행 | ● 서울 지하철 9호선 | 급행 노량진 · 당산 · 염창 · 가양 · 마곡나루 · 김포공항 방면        |
| 상행 | ● 서울 지하철 9호선 | 급행 고속터미널 · 선정릉 · 종합운동장 · 중앙보훈병원 방면          |
| 상행 | ● 서울 지하철 9호선 | 일반 고속터미널 · 선정릉 · 종합운동장 · 중앙보훈병원 방면          |

## 역 주변
동작구와 서초구의 경계 지점에 위치하고 있어, 4호선 측 1번 출구는 서초구 반포본동에 설치되어 있다.
- 국립서울현충원
- 반포본동행정복지센터
- 반포종합운동장
- 서초구민체육센터
- 한강시민공원
- 환경부 한강홍수통제소
- 이수교차로

## 이용객 변동
9호선의 2009년 자료는 개통일인 2009년 7월 24일부터 12월 31일까지인 161일치만이 반영된 것이다.
| 노선  | 노선   | 일평균 인원수 (명/일) | 일평균 인원수 (명/일) | 일평균 인원수 (명/일) | 일평균 인원수 (명/일) | 일평균 인원수 (명/일) | 일평균 인원수 (명/일) | 일평균 인원수 (명/일) | 일평균 인원수 (명/일) | 일평균 인원수 (명/일) | 일평균 인원수 (명/일) | 각주   |
| 노선  | 노선   | 2000년                | 2001년                | 2002년                | 2003년                | 2004년                | 2005년                | 2006년                | 2007년                | 2008년                | 2009년                | 각주   |
| ----- | ------ | --------------------- | --------------------- | --------------------- | --------------------- | --------------------- | --------------------- | --------------------- | --------------------- | --------------------- | --------------------- | ------ |
| 4호선 | 승차   | 4,446                 | 4,204                 | 4,212                 | 4,115                 | 3,992                 | 3,478                 | 3,434                 | 3,479                 | 3,363                 | 3,598                 | [ 9 ]  |
| 4호선 | 하차   | 4,474                 | 4,244                 | 4,283                 | 4,231                 | 4,035                 | 3,515                 | 3,471                 | 3,484                 | 3,549                 | 3,666                 | [ 9 ]  |
| 4호선 | 승하차 | 8,920                 | 8,448                 | 8,495                 | 8,346                 | 8,027                 | 6,994                 | 6,905                 | 6,963                 | 6,912                 | 7,264                 | [ 9 ]  |
| 9호선 | 승차   | 미개통                | 미개통                | 미개통                | 미개통                | 미개통                | 미개통                | 미개통                | 미개통                | 미개통                | 10,996                | [ 10 ] |
| 9호선 | 하차   | 미개통                | 미개통                | 미개통                | 미개통                | 미개통                | 미개통                | 미개통                | 미개통                | 미개통                | 10,159                | [ 10 ] |
| 노선  | 노선   | 2010년                | 2011년                | 2012년                | 2013년                | 2014년                | 2015년                | 2016년                | 2017년                | 2018년                |                       |        |
| 4호선 | 승차   | 2,809                 | 2,978                 | 3,231                 | 3,116                 | 3,178                 | 3,294                 | 3,333                 | 3,300                 | 2,980                 |                       |        |
| 4호선 | 하차   | 2,865                 | 3,099                 | 3,455                 | 3,372                 | 3,458                 | 3,641                 | 3,702                 | 3,648                 | 3,314                 |                       |        |
| 4호선 | 승하차 | 5,674                 | 6,077                 | 6,686                 | 6,488                 | 6,636                 | 6,935                 | 7,035                 | 6,948                 | 6,294                 |                       |        |
| 9호선 | 승차   | 14,230                | 16,104                | 18,091                | 19,404                | 19,962                | 20,629                | 20,902                | 20,266                | 20,366                |                       |        |
| 9호선 | 하차   | 14,117                | 15,795                | 17,680                | 18,735                | 19,382                | 20,268                | 20,447                | 19,970                | 20,152                |                       |        |

## 사진

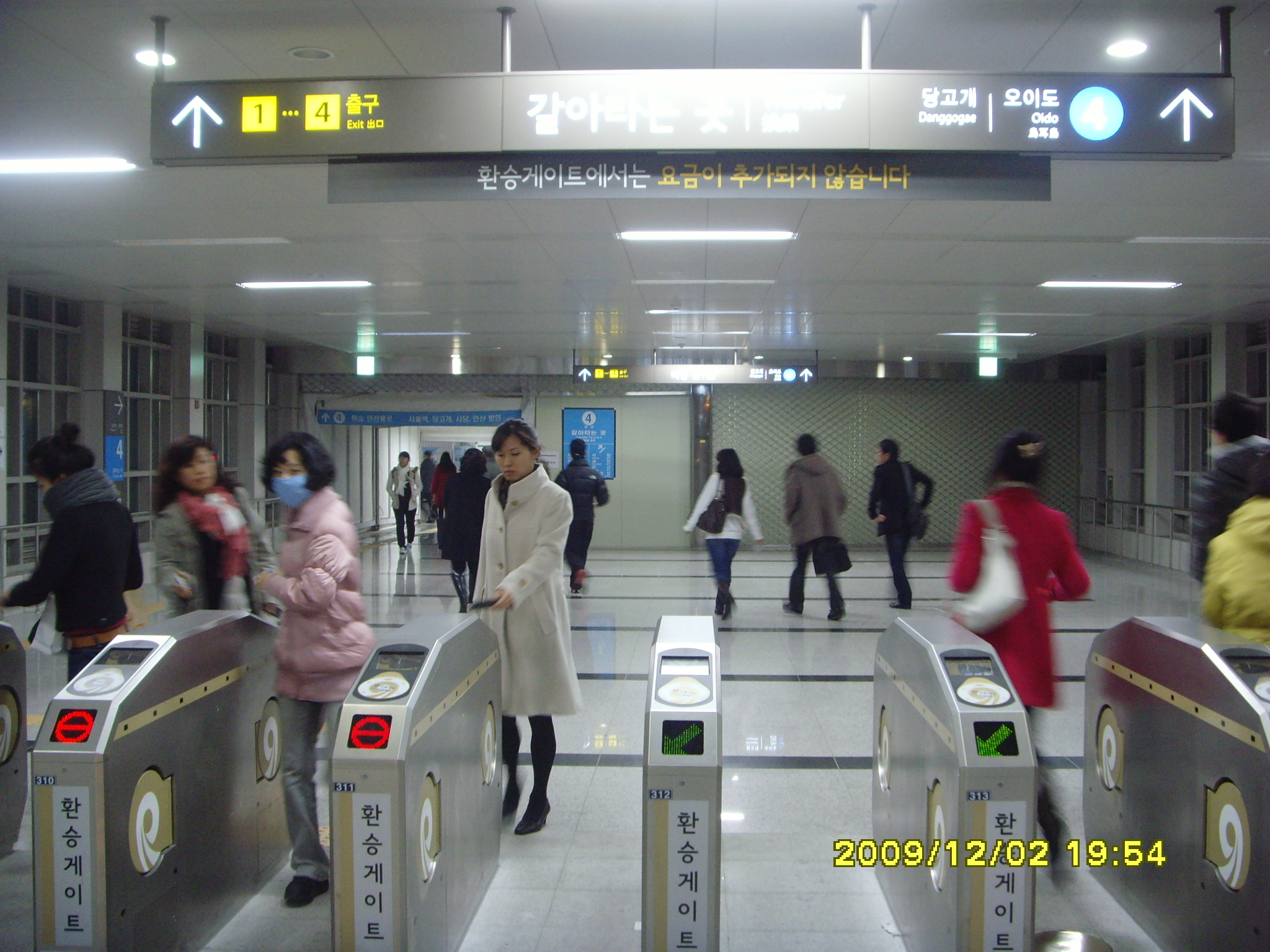
환승 게이트(2009년)
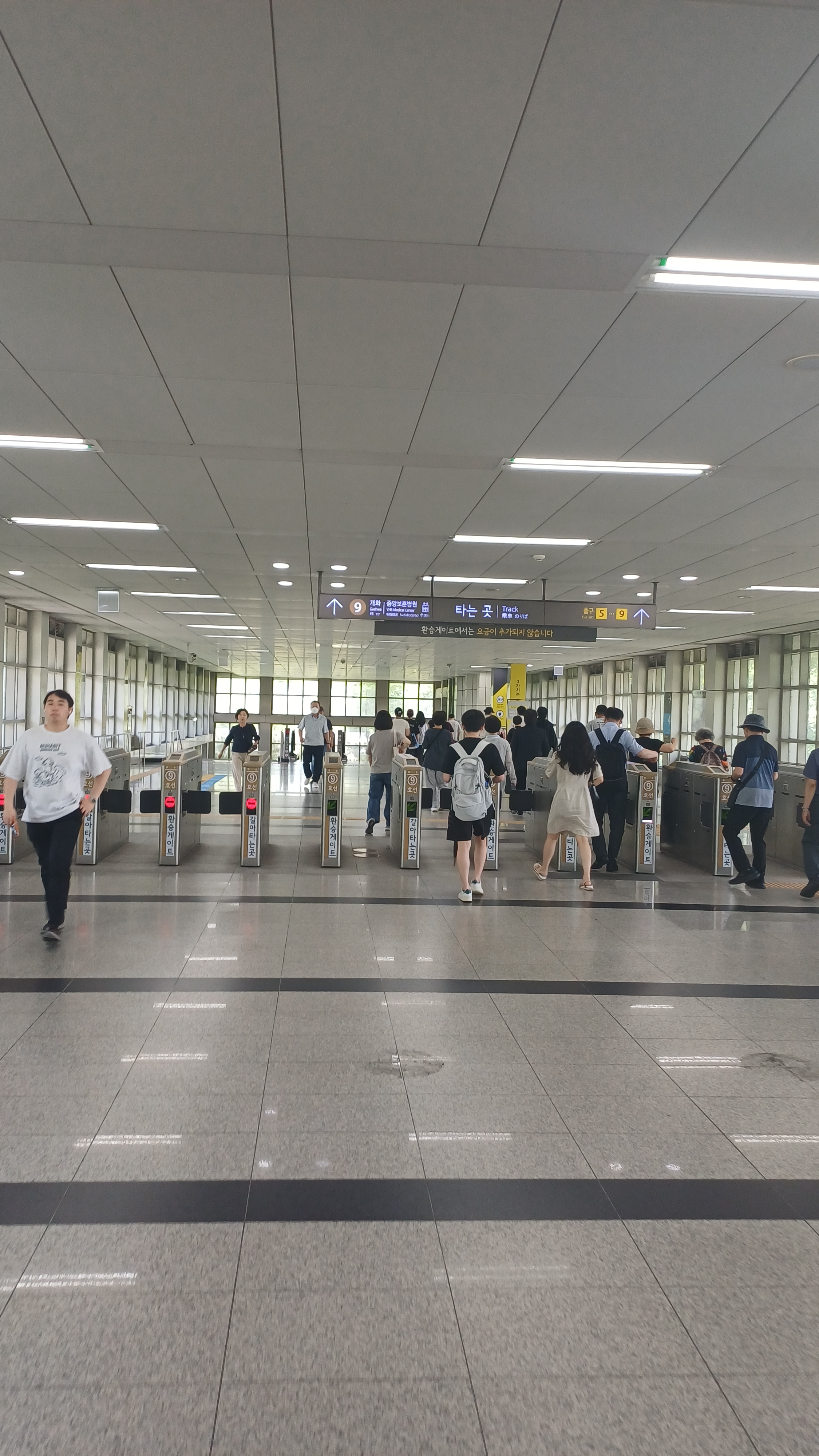
환승게이트(2025년)
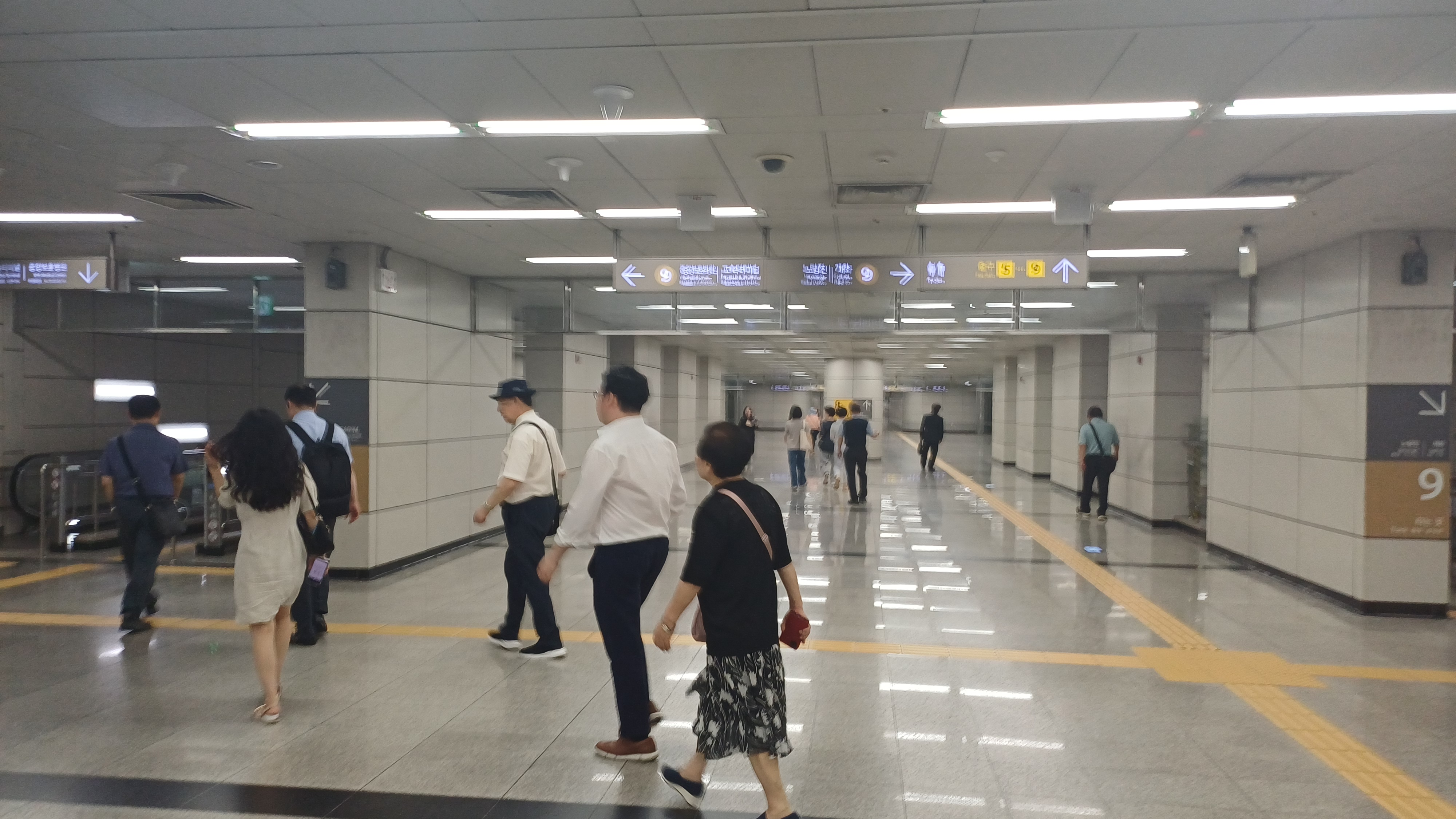
환승 통로(4호선→9호선)
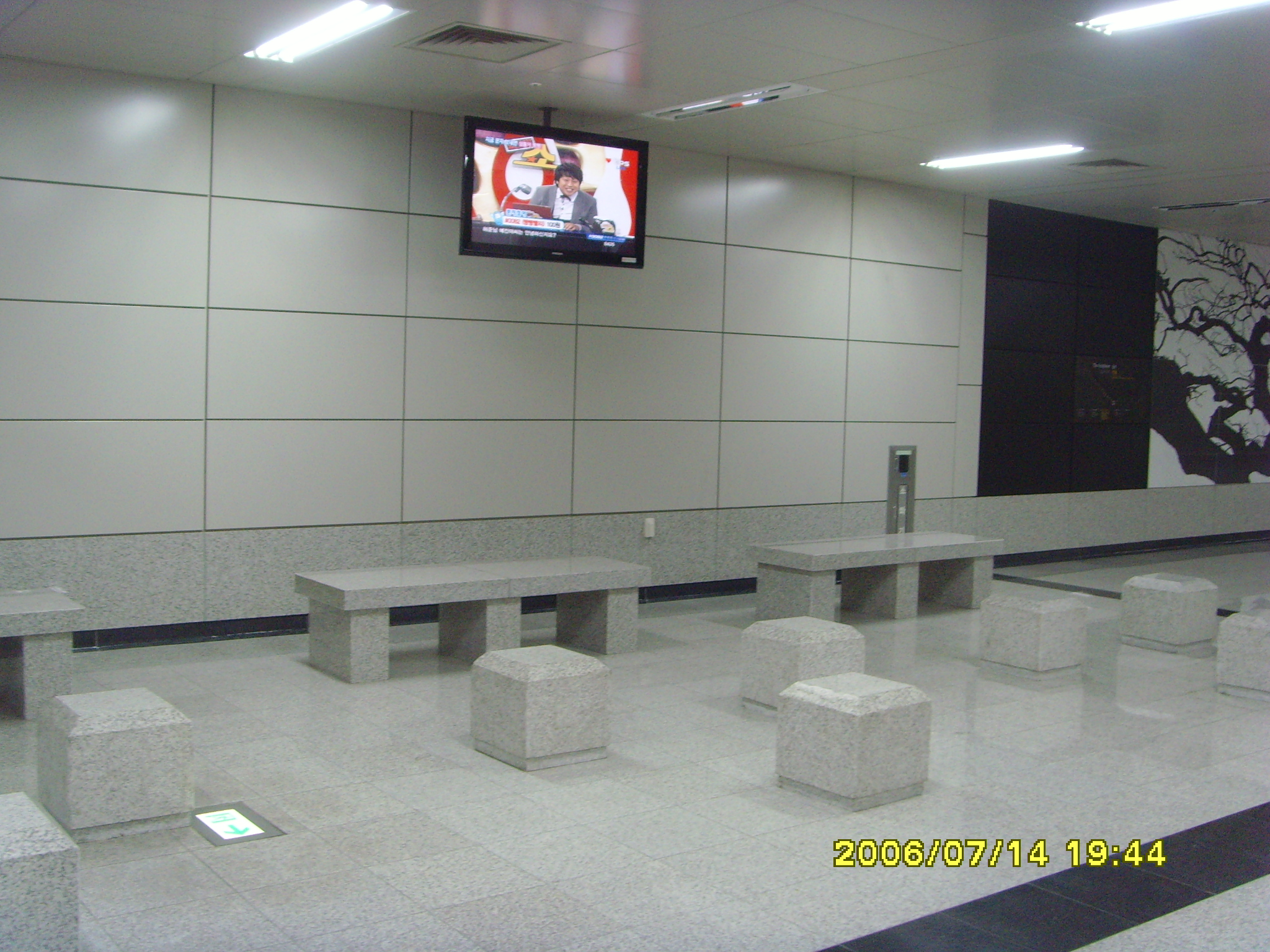
4호선 환승 반대 방향 대합실에 운영되고 있는 쉼터
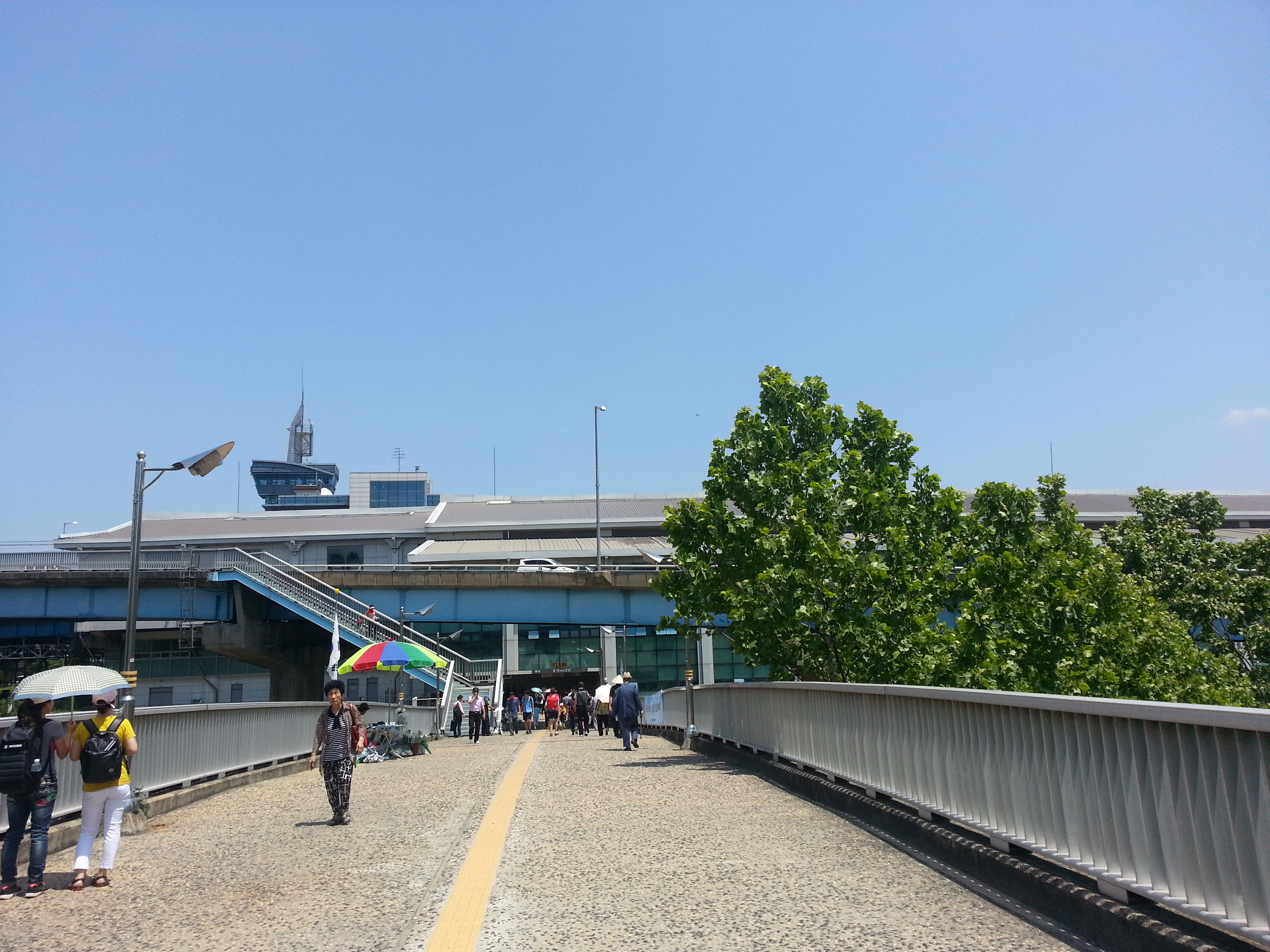
동작역 2번 출구
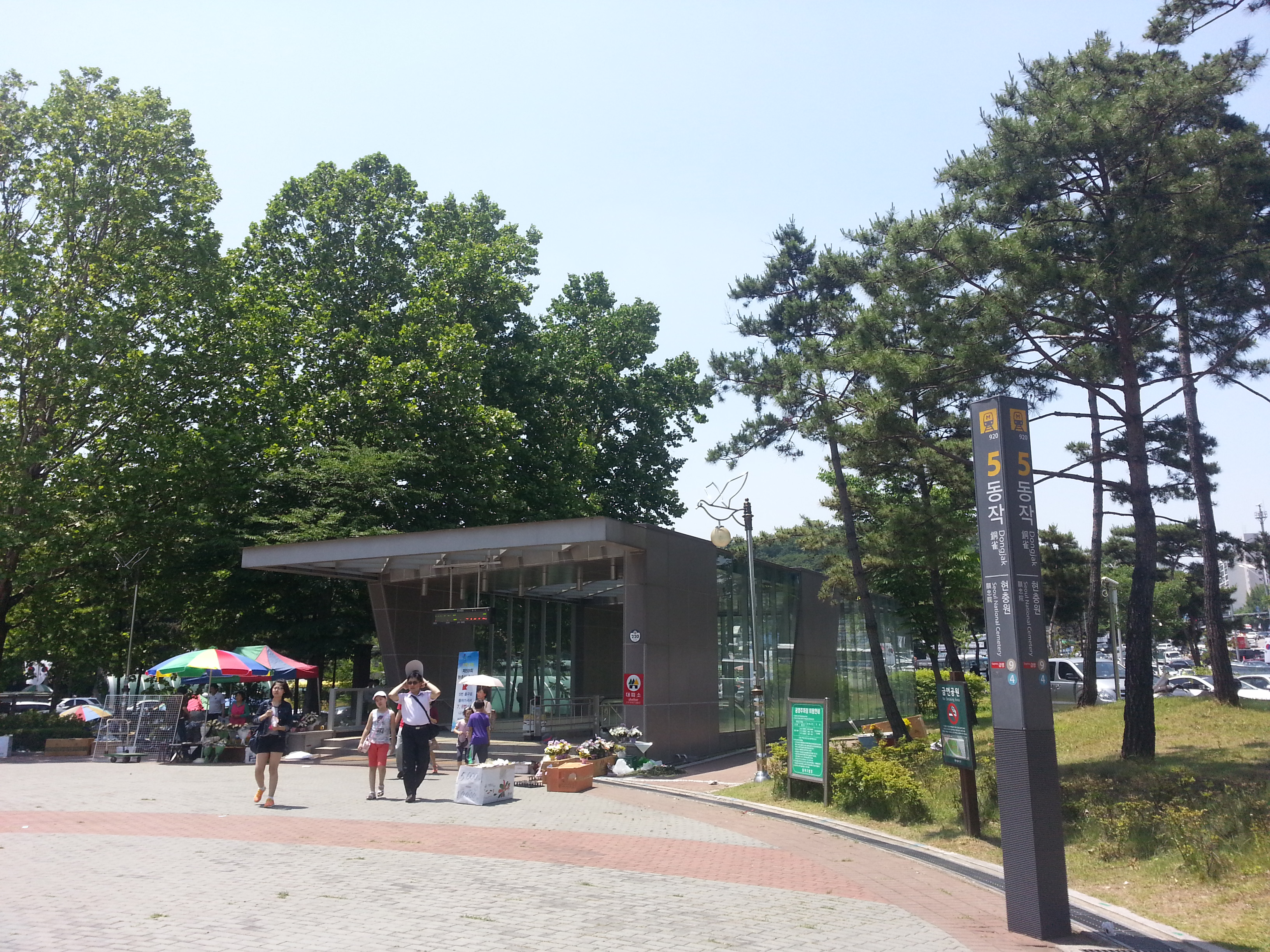
동작역 5번 출구
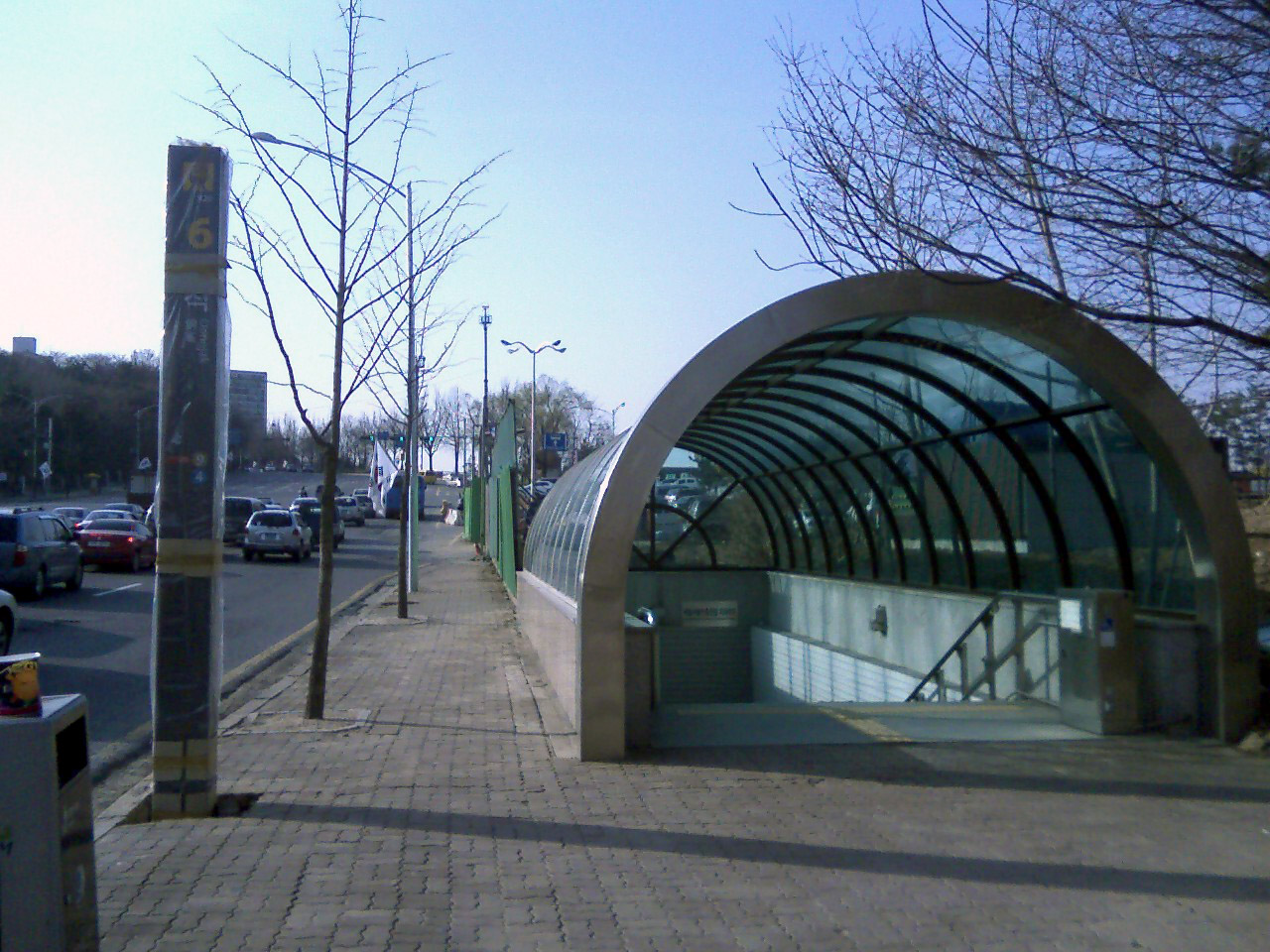
동작역 6번 출구
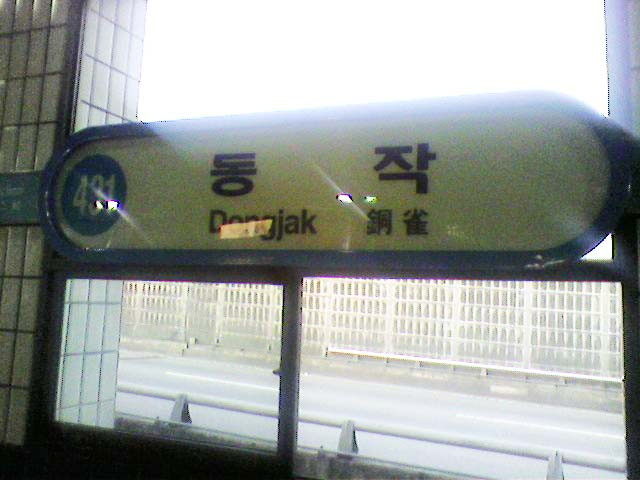
4호선 역명판 (2006년)

## 인접한 역
| 서울 지하철 4호선        | 서울 지하철 4호선        | 서울 지하철 4호선                |
| ------------------------ | ------------------------ | -------------------------------- |
| 430 이촌 진접 방면       | ● 수도권 전철 4호선      | 432 총신대입구 오이도 방면       |
| 서울 지하철 9호선        |                          |                                  |
| 917 노량진 김포공항 방면 | ● 서울 지하철 9호선 급행 | 923 고속터미널 중앙보훈병원 방면 |
| 919 흑석 개화 방면       | ● 서울 지하철 9호선 일반 | 921 구반포 중앙보훈병원 방면     |